# La concordia de’ pianeti
La concordia de’ pianeti (deutsch: „Die Eintracht der Planeten“) ist eine Serenata (Originalbezeichnung: „Componimento teatrale“) in einem Akt von Antonio Caldara (Musik) mit einem Libretto von Pietro Pariati. Sie wurde am 17. November 1723 anlässlich des Namenstags der Kaiserin Elisabeth Christine erstmals aufgeführt.

## Handlung
Das Werk besteht aus zwei von Chorsätzen umrahmten Abschnitten. In der ersten Runde stellen die sieben Götter („Planeten“) Diana, Apollon (Apollo), Venus (Venere), Jupiter (Giove), Mars (Marte), Merkur (Mercurio) und Saturn (Saturno) ihre jeweiligen Ansichten über die unbestrittenen Vorzüge der noch nicht namentlich genannten Kaiserin Elisabeth Christine dar. Merkur, Jupiter und Saturn meinen, dass sie es verdiene, auch im Himmel gefeiert zu werden. Diana, Venus, Mars und Apollon dagegen finden, dass sie sich mit irdischen Ehren zufriedengeben solle. Jupiter kann letztere jedoch überzeugen. Endlich wird auch der Name der Gepriesenen bekannt gegeben. Im zweiten Teil erläutern die vier Unterlegenen, weshalb sie sich geschlagen geben, und alle versprechen „Elisa“ ihre Unterstützung. Die „Eintracht der Planeten“ ist wieder hergestellt.
Zu Beginn fordern die sieben Götter die Sterne auf, zur Feier des Tages heller als sonst zu leuchten (Nr. 2, Chor: „Oggi brillate e ardete“). Merkur erläutert, dass der Himmel einen „erhabenen glorreichen Namen“ von „großer Tugendhaftigkeit“ feiern solle. Venus möchte wissen, ob es sich dabei um eine Göttin oder eine Sterbliche handele. Eine irdische Person solle sich doch mit irdischen Ehren begnügen. Merkur bestätigt, dass sie zwar irdisch, aber abgesehen von ihrer schönen Hülle alles an ihr göttlich sei, vergleichbar mit einem von einem klaren Kristall umhüllten Juwel, das den Glanz des Kristalls noch verstärke (Nr. 4, Arie Mercurio: „Tal se gemma e rara e bella“). Diana und Venus finden, dass er übertreibt. Letztere meint, dass die Schönheit der Gepriesenen (einer Hyazinthe oder einem Veilchen) sicher nicht mit ihrer eigenen (einer Rose) zu vergleichen sei (Nr. 6, Arie Venere: „Non si turba e non si duole“). Jupiter allerdings stimmt Merkur zu, denn Unschuld und Demut seien oft schöner als dornenbesetzter Prunk. Diana will die Unbekannte herausfordern, sich mit ihr auf der Jagd zu messen (Nr. 8, Arie Diana: „Ad essa io cederò“). Saturn entgegnet, dass diese „vortreffliche und strahlende Frau“ es wegen der Reinheit ihrer Abstammung, ihrer Tugend und Tapferkeit verdiene, als Göttin im Himmel gefeiert zu werden. Diana prahle zwar damit, gefürchtet zu sein, doch diese Frau werde geliebt (Nr. 10, Arie Saturno: „Di quel bel nome al suono“). Mars und Apollon finden, dass sie sich mit den verdienten irdischen Ehren zufriedengeben solle, um nicht der Sünde des Hochmuts zu verfallen. Mars erinnert an die Schwäche der Frauen, auch stark übertriebenen Komplimenten Glauben zu schenken (Nr. 12, Arie Marte: „Non v’è bella che non creda“). Merkur und Jupiter widersprechen. Apollon findet dennoch, dass eine Irdische auf keinen Fall übertriebenen Ruhm erhalten solle. Er selbst habe bereits erlebt, dass ein Nebeldunst durch seine Nähe stolz wurde, sich vom Boden erhob und damit geprahlt habe, ein Stern zu sein (Nr. 14, Arie Apollo: „So ch’io dal suolo alzai“). Jupiter entgegnet, dass diese „berühmte Heldin“ ebenso wie ihr Gatte viel zu klug sei, um sich selbst zu überschätzen. Das Ziel ihrer Tugenden sei das Gemeinwohl. Daher müsse ihr Name auch im Himmel gefeiert werden (Nr. 16, Arie Giove: „Alla bontade e al merto“). Dem können Venus und Diana nichts entgegensetzen. Sie möchten aber endlich wissen, welcher Name überhaupt gemeint ist. Saturn, Jupiter und Merkur deuten an, man könne den Namen in den Sternen des „himmlischen Zentauren“, in den Flüssen Österreichs oder im Applaus der Freudenfeuer des Ätnas lesen. Merkur gibt schließlich die Auflösung: „die erhabene Königin und Kaiserin Elisa“. Alle fordern den Himmel und die Götter auf, Elisa diesen Tag zu weihen und sie stets mit Wohlwollen zu betrachten (Nr. 18, Chor: „Questo giorno celebrate“).
Venus erkennt jetzt neidlos die Schönheit Elisas an. Ihr eigener Ruhm ist ja schon dadurch gesichert, dass sie eine Göttin und die Mutter Amors ist. Sie weist auf die Grazien hin, die heute besonders schön und zahlreich zu Elisas Bedienung erschienen seien (Nr. 20, Arie Venere: „Ad Elisa ancor d’intorno“). Merkur ergänzt, dass Venus’ Sohn Amor wie ein Tyrann überall Schrecken verbreite, Elisa dagegen die Mutter einer neuen wahren Liebe sein werde (Nr. 22, Arie Mercurio: „Madre d’Amor tu sei“). Auch Diana gibt sich geschlagen. Sie verspricht Elisa göttliche Hilfe bei ihrem guten Wirken (Nr. 24, Arie Diana: „Voti amanti ch’il chiedete“). Apollon will diesen Monat (den November), der einst in Athen ihm und in Rom Diana geweiht war, von nun an Elisa widmen. Allerdings verdiene jeder Tag von Elisas Leben denselben Beifall wie der heutige (Nr. 26, Arie Apollo: „Questo dì così giocondo“). Venus fordert Mars auf, mit ihr gemeinsam Elisa die Ehre zu erweisen. Mars stimmt zu diesem Zweck seine Trompeten um, die nun nicht mehr zum Kampf aufrufen, sondern den „strahlenden, hellen Namen“ Elisas preisen (Nr. 28, Arie Marte: „Da mia tromba“). Saturn ist erfreut darüber, dass sich der Himmel nun der irdischen Freude anschließt. Er verheißt den Kindern des Kaiserpaares eine herrliche Zukunft (Nr. 30, Arie Saturno: „Pari a quella il mondo vede“). Jupiter schließt sich den Segenswünschen an (Nr. 32, Arie Giove: „Goda il mondo“), und alle feiern die „große Elisa“ (Nr. 34, Chor: „Tu sei cara in pari guisa“).
Das Werk schließt mit einer „Licenza“, einer persönlichen Huldigung der Kaiserin durch Venus, die ihr sinnbildlich „die Eintracht der Planeten“ zu Füßen legt (Nr. 36, Arie Venere: „La concordia de’ pianeti“). Alle wiederholen noch einmal den vorangegangenen Lobpreis (Nr. 37, Chor: „Tu sei cara in pari guisa“).

## Gestaltung

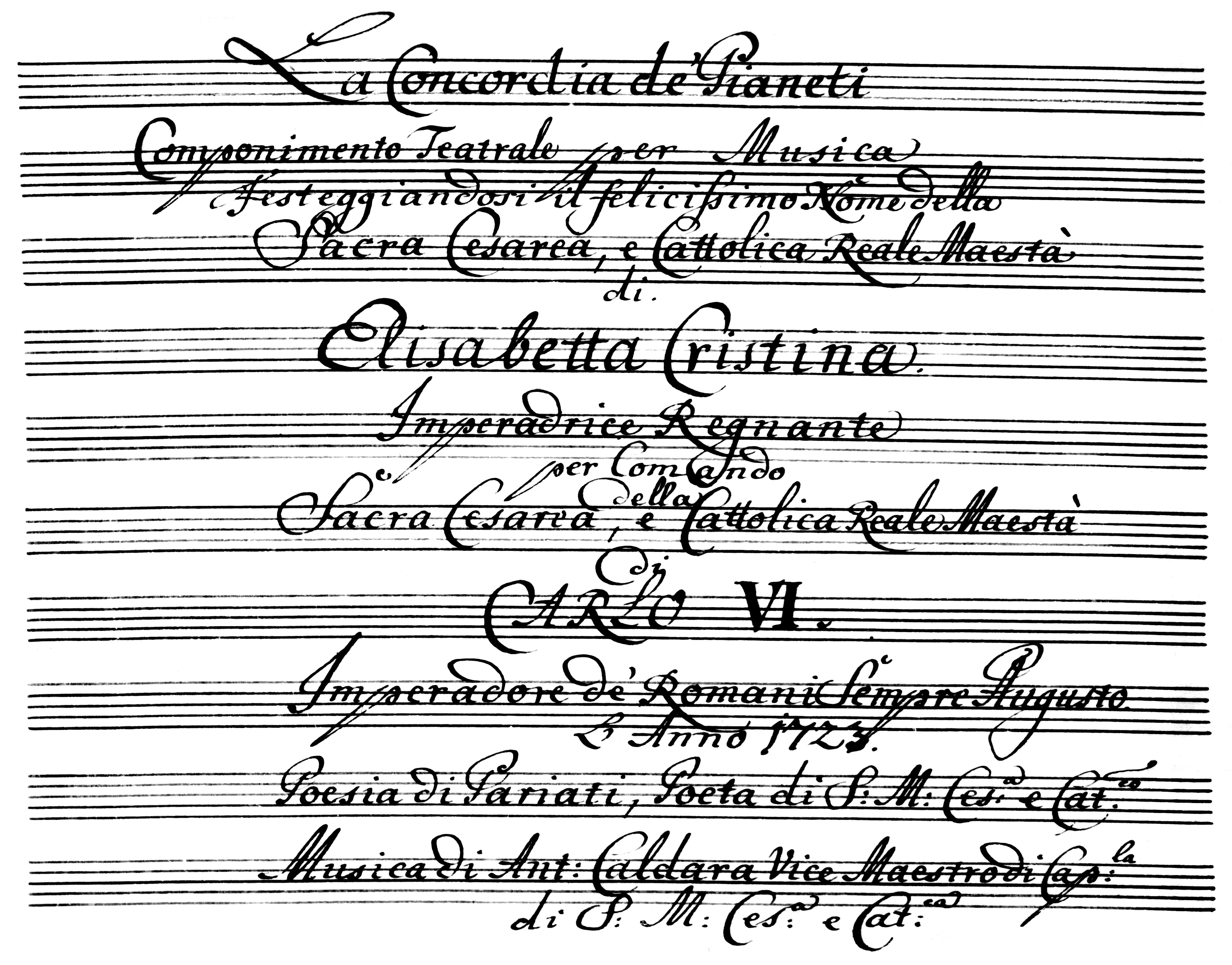
Titelblatt des Manuskripts, Wien 1723

In der Ouvertüre verwendet Caldara ungewöhnlicherweise vier Trompeten. Von ihm sind nur zwei andere Opern bekannt, in denen die Orchestereinleitung ein Trompetenquartett nutzt: Cajo Marzio Coriolano (zum Geburtstag der Kaiserin 1717) und Enone (zum Geburtstag der Kaiserin 1728 komponiert). Es gibt hier zwei unterschiedliche Typen, je zwei clarini und zwei trombe. Die clarini übernehmen die melodische Funktion der Violinen, während die trombe dem harmonischen Gerüst dienen.
Der Eingangschor erklingt wie ein Ritornell im Wechsel mit Soloabschnitten. Die Arien sind sehr eingängig. In der Arie des Jupiter (Nr. 16, „Alla bontade e al merto“) wechseln sich Oboen und Fagott mit den Streichern ab. Die Arie des Mars (Nr. 28, „Da mia tromba“) verwendet eine obligate Trompete.

### Orchester
Die Orchesterbesetzung der Serenata enthält die folgenden Instrumente:
- Holzbläser: zwei Oboen, zwei (?) Fagotte
- Blechbläser: vier Trompeten (zwei clarini, zwei trombe)
- Pauken
- Streicher (vierstimmig): Violinen 1, Violinen 2, Bratschen, Violoncelli
- Basso continuo

### Musiknummern
Die Serenata enthält die folgenden Musiknummern:
- Nr. 1. Introduktion
- Nr. 2. Chor: „Oggi brillate e ardete“ (Chor, Diana, Apollo, Venere, Giove, Marte, Mercurio, Saturno)
- Nr. 3. Rezitativ: „Qual fia costei?“ (Venere, Mercurio)
- Nr. 4. Arie: „Tal se gemma e rara e bella“ (Mercurio)
- Nr. 5. Rezitativ: „Di Mercurio è costume“ (Diana, Mercurio, Venere)
- Nr. 6. Arie: „Non si turba e non si duole“ (Venere)
- Nr. 7. Rezitativ: „Ben sovente più bella“ (Giove, Venere, Diana, Mercurio)
- Nr. 8. Arie: „Ad essa io cederò“ (Diana)
- Nr. 9. Rezitativ: „Mercurio non risponde?“ (Saturno, Giove)
- Nr. 10. Arie: „Di quel bel nome al suono“ (Saturno)
- Nr. 11. Rezitativ: „Se tanto ottien laggiù“ (Marte, Apollo, Diana, Venere)
- Nr. 12. Arie: „Non v’è bella che non creda“ (Marte)
- Nr. 13. Rezitativ: „Mal crede il dio guerrier“ (Mercurio, Giove, Apollo)
- Nr. 14. Arie: „So ch’io dal suolo alzai“ (Apollo)
- Nr. 15. Rezitativ: „Mal discerni fra i grandi“ (Giove)
- Nr. 16. Arie: „Alla bontade e al merto“ (Giove)
- Nr. 17. Rezitativ: „Giove è mio nume“ (Venere, Diana, Saturno, Giove, Mercurio)
- Nr. 18. Chor: „Questo giorno celebrate“ (Chor)
- Nr. 19. Rezitativ: „Qual se improvvisa face“ (Venere, Giove)
- Nr. 20. Arie: „Ad Elisa ancor d’intorno“ (Venere)
- Nr. 21. Rezitativ: „Più belle sempre furo“ (Mercurio, Saturno, Giove)
- Nr. 22. Arie: „Madre d’Amor tu sei“ (Mercurio)
- Nr. 23. Rezitativ: „Poiché tanto prometti“ (Diana, Giove)
- Nr. 24. Arie: „Voti amanti ch’il chiedete“ (Diana)
- Nr. 25. Rezitativ: „Ben cedi, o Cintia“ (Apollo)
- Nr. 26. Arie: „Questo dì così giocondo“ (Apollo)
- Nr. 27. Rezitativ: „No, non è il solo“ (Marte, Venere)
- Nr. 28. Arie: „Da mia tromba“ (Marte)
- Nr. 29. Rezitativ: „Mi piace, o dive, o numi“ (Saturno)
- Nr. 30. Arie: „Pari a quella il mondo vede“ (Saturno)
- Nr. 31. Rezitativ: „Il giusto augurio accetto“ (Giove, Tutti)
- Nr. 32. Arie: „Goda il mondo“ (Giove)
- Nr. 33. Rezitativ: „Sì, goda il mondo“ (Venere, Diana, Apollo, Giove, Tutti)
- Nr. 34. Chor: „Tu sei cara in pari guisa“ (Tutti, Chor)

Licenza
- Nr. 35. Rezitativ: „Ecco, Elisa, gli applausi“ (Venere)
- Nr. 36. Arie: „La concordia de’ pianeti“ (Venere)
- Nr. 37. Chor: „Tu sei cara in pari guisa“ (Tutti, Chor)

## Werkgeschichte
Kaiser Karl VI. war 1723 in Prag zum König von Böhmen gekrönt worden. Die Rückreise führte die Hofgesellschaft, bei der sich auch seine Frau Elisabeth Christine befand, am 19. November zum Schloss im südmährischen Znaim. Dort feierte man den Namenstag der Kaiserin. Zu diesem Zweck komponierte der kaiserliche Vizekapellmeister Antonio Caldara sein „componimento teatrale“, das im Freien aufgeführt wurde und daher mit vier Trompeten und Pauken besonders groß besetzt war. Das Libretto stammte vom kaiserlichen Hofdichter Pietro Pariati.
Die Gesangsbesetzung war hochkarätig: Der Kastrat Giovanni Carestini sang den Apollon, der Tenor Gaetano Borghi den Merkur, der Altkastrat Gaetano Orsini den Jupiter, Anna la Ambreuille die Venus, der Soprankastrat Domenico Genovesi die Diana, Pierin Cassati den Mars und der Bass Christoph Praun den Saturn. Das Wiener Diarium berichtete folgendermaßen über die Veranstaltung:

„[Nach 5. Uhr] kamen zum Kaiserl. Quartier zwey auf das herzlichste ausgezierte und jeder von 8 Pferden 4. und 4. neben einander gezogne sehr hohe Triumph-Wägen: die Pferde waren mit kostbaren Schabracken und Feder-Buschen aufgeputzet; und die Wägen mit sher [sic] schönen von Gold und Silber untermischten Mahlereyen gezieret wie auch mit vielen Fahnen und unterschiedlichen Triumph-Zeichen um und um behangen; auf welchen Wägen die Kaiserl. Vocal und Instrumental-Music davon die Personen in Opera-Kleidern sehr proper angezogen waren eine unter der Direction des Kaiserl. Obristen Directors Musices (Tit.). Herrn Prinssen Pio, &c. sehens würdigste Serenata, unter dem Titel: La Concordia de Pianeti. Die Übereinstimmung deren Planeten produciret wurde: die Poesie davon ware von Herrn Pariati, Kaiserl. Poeten gemacht diese aber von dem Herrn Anton Caldara, Kaiserl. Vice-Cappell-Meistern in die Music gebracht worden. Um denen 2. Wägen herum stunden eine Menge in alt-Romanischen Kleidern angethane Personen weisse Wachs-Fackeln in Handen habend: und weilen die meisten aldortigen Juwohnern [sic] dergleichen herzliche Vorstellung niemalen ihr Lebenlang gesehen ware der Zulauf dermassen häuffig dass die sonst grosse Stadt ihnen fast zu klein worden und die höchsten Dächer besetzet gewesen haben dann die Hamiltonischen Soldaten genug zu thun hatten um alle Unordnungen zu verhüten. Diese Bewunderns-würdige Vorstellung hatte sich mit allerhöchsten contento beider Kaiserl. Majestäten und aller hohen und niedern zustehenden Stands-Personen gegen 9. Uhr geendiget nach welchem das Abendmal eingenommen und also dieser erwünschte und beglückte Tag vollendet worden.“

Anschließend geriet das Werk für lange Zeit in Vergessenheit. Es wurde erst wiederentdeckt, als der Dirigent Andrea Marcon für sein Musikprogramm mit dem La Cetra Barockorchester Basel eine festliche Serenata suchte und zusammen mit dem Musikwissenschaftler Bernardo Ticci „Unmengen von Mikrofilmen“ sichtete. Die erste Aufführung in neuerer Zeit fand am 18. Januar 2014 im Konzerthaus Dortmund unter der Leitung von Andrea Marcon statt. In diesem Zusammenhang wurde auch eine CD-Einspielung erstellt.

## Aufnahmen
- 13.–19. Januar 2014 – Andrea Marcon (Dirigent), La Cetra Barockorchester und Vokalensemble Basel.
 Delphine Galou (Venere), Verónica Cangemi (Diana), Ruxandra Donose (Giove), Franco Fagioli (Apollo), Carlos Mena (Marte), Daniel Behle (Mercurio), Luca Tittoto (Saturno).
 Aufnahme aus dem Konzerthaus Dortmund, in Verbindung mit der ersten modernen Wiederaufführung am 18. Januar 2014.
 Deutsche Grammophon Archiv 00289 479 3356 (2 CDs).[3]